# Milutin Sredojević
Milutin Sredojević (Prokuplje, Yugoslavia, 1 de septiembre de 1969) es un entrenador de fútbol serbio. Actualmente está sin club.

## Carrera como jugador
Sredojević jugó anteriormente para NK Svoboda, FK Sinđelić Beograd, FK Grafičar Beograd, Zorka Subotica y Pionir Subotica. Se desempeñó como mediocampista defensivo, pero se vio interrumpido por una lesión recurrente en la rodilla por lo que optó por ser entrenador para permanecer en el fútbol.

## Carrera como entrenador

### Villa SC
Micho todavía tenía poco más de 30 años cuando emprendió su aventura africana que comenzó en el club Villa SC de Uganda, donde la gerencia lo consiguió de una competencia europea a través del legendario periodista, John Kevin Aliro, quien trabajó con Radio Francia Internacional. En Villa, Micho guio al club a 3 títulos de liga consecutivos (2002, 2003 y 2004), pero la temporada 2002 permanecerá para siempre en los libros de historia del fútbol ugandés, ya que ganó el título de liga con solo una derrota en 28 partidos, además de coronarse con la Copa de Uganda. El club fue campeón también de liga al año siguiente y vencedor del Copa de Clubes de la CECAFA después de 17 años desde que el club había ganado el campeonato por última vez.

### Saint-George SA
Micho firmó un contrato de tres años con Saint-George SA el 19 de julio de 2004 y reemplazó a un ciudadano holandés. Cuando se unió a St. George y los guio a 2004-05, 2005-06 y 2007-08 al éxito de la liga con 19 victorias, 5 empates y ninguna derrota en la temporada 2007/2008. También fue elegido mejor entrenador de la temporada por tercera vez después de guiar al mismo equipo al éxito de la liga en las temporadas 2004/2005 y 2005/2006.

### Orlando Pirates
El 14 de junio de 2006, Sredojević fue nombrado nuevo entrenador de Orlando Pirates, en reemplazo de Kosta Papić, quien renunció y se unió al Maritzburg United El serbio tuvo un éxito relativo en las competiciones continentales de clubes y llevó al gigante sudafricano a las semifinales de la Liga de Campeones de la CAF 2006. Micho es recordado cuando hizo debutar al adolescente Senzo Meyiwa contra AmaZulu en un partido de liga ganado 2-1 en Ellis Park el 8 de noviembre de 2006. Micho estuvo en Orlando Pirates durante 217 días. El martes 16 de enero de 2007, dejó su cargo como entrenador de Orlando Pirates.

### Young Africans SC
Micho se unió a Young Africans SC en 2007 y les ayudó a ganar el título de liga.

### Saint-George SA
El serbio regresó a Saint-George SA y se consagraría campeón de la Liga etíope de fútbol. En 2009-2010 volverían a ganar el campeonato local.

### Al-Hilal Omdurman
Sredojević se hizo cargo de Al-Hilal Omdurman en julio del 2010. Dirigió al equipo durante dos temporadas en 2010 y 2011, donde ganó dos títulos de liga, llegó a semifinales de la Copa Confederación de la CAF en 2010 y a semifinales de la Liga de Campeones de la CAF de 2011, donde perdieron ante el CS Sfaxien de Túnez en los penaltis después de un global de 1-1.

### Ruanda
El 1 de noviembre de 2011, Sredojević fue presentado como el nuevo entrenador de la selección de Ruanda, El serbio reemplazó al ghanés Sellas Tetteh, quien dejó el cargo luego de una derrota por 5-0 ante Costa de Marfil en un partido de clasificación para la Copa Africana de Naciones de 2012, fue elegido de una lista de cinco hombres que incluía a Stephen Keshi, Ratomir Dujković, Patrice Neveu y Branko Smiljanić. Micho guio a Ruanda en la fase de grupos de la clasificación para la Copa Mundial de la FIFA 2014 en el Grupo H junto con Argelia, Malí y Benín. Fue despedido el 17 de abril.

### Uganda
Se convirtió en entrenador de la Uganda en mayo de 2013 después de derrotar a otras 37 personas que habían solicitado el puesto.
El nombramiento sigue al despido del escocés Robert Williamson en abril de 2013. Firmó un contrato de dos años y Sam Timbe y Kefa Kisala también fueron anunciados como entrenadores asistentes, mientras que Fred Kajoba retuvo su puesto como entrenador de porteros.
El sábado 29 de julio de 2017, durante una conferencia de prensa en Kampala, Sredojević confirmó la rescisión del contrato de trabajo con el organismo rector del fútbol de Uganda por falta de pago de sueldos desde hace varios meses.

### Orlando Pirates
El jueves 3 de agosto de 2017, Orlando Pirates FC anunció oficialmente el regreso del entrenador Sredojević al club de fútbol sudafricano tras su salida de Uganda. Sredojević reemplazó a Kjell Jonevret, quien había renunciado el miércoles 2 de agosto de 2017.
Dirigió 80 partidos entre todas las competencias donde ganó 38, empató 26 y perdió 16. El 16 de agosto de 2019 se retiró como entrenador de los Orlando Pirates. Más tarde se reveló que Micho renunció y se fue del país porque había sido acusado de violación.

### Zamalek
El 17 de agosto de 2019, se anunció que Sredojević se uniría al Zamalek SC como su nuevo entrenador y firmó un contrato de un año. El 2 de diciembre de 2019, el club egipcio anunció que Micho había sido despedido menos de cuatro meses después de su nuevo trabajo.

### Zambia
El 3 de febrero de 2020, Sredojević fue presentado como entrenador de la selección nacional de Zambia, donde firmó un contrato de dos años. El 17 de julio de 2021, la Asociación de Fútbol de Zambia anunció que el serbio había dejado su cargo por consentimiento mutuo.

### Uganda
El 27 de julio de 2021, fue anunciado como el nuevo entrenador de la selección de Uganda. Firmó un contrato de 3 años. Luego de no clasificar a la Copa Africana de Naciones, la FUFA decidió terminar su contrato de mutuo acuerdo.

### Libia
En octubre de 2023, fue confirmado como nuevo entrenador de la selección de Libia.El 17 de septiembre de 2024, fue relevado de sus funciones después de un mal comienzo en la clasificación para la Copa Africana de Naciones de 2025.

### Al-Merreikh
El 17 de enero de 2025, asumió al frente del Al-Merreikh y firmó un contrato hasta junio de 2026. Sin embargo, el 13 de abril, fue despedido de su cargo luego de una serie de malos resultados.

## Clubes

### Como jugador
| Club                | País       | Año       |
| ------------------- | ---------- | --------- |
| NK Svoboda          | Yugoslavia | 1987-1988 |
| FK Sinđelić Beograd | Yugoslavia | 1988-1989 |
| FK Grafičar Beograd | Yugoslavia | 1989-1991 |
| HK Zorka Subotica   | Yugoslavia | 1991-1993 |
| Pionir Subotica     | Eslovenia  | 1993-1994 |

### Como entrenador
| Club                           | País       | Año       |
| ------------------------------ | ---------- | --------- |
| FK Palić                       | Yugoslavia | 1994-2000 |
| Spartak Subotica               | Yugoslavia | 2000-2001 |
| Selección sub-20 de Yugoslavia | Yugoslavia | 2001      |
| Hajduk Kula                    | Yugoslavia | 2001      |
| Villa SC                       | Uganda     | 2001-2004 |
| Saint-George SA                | Etiopía    | 2004-2006 |
| Orlando Pirates                | Sudáfrica  | 2006      |
| Young Africans SC              | Tanzania   | 2007      |
| Saint-George SA                | Etiopía    | 2007-2010 |
| Al-Hilal Omdurmán              | Sudán      | 2010-2011 |
| Selección de Ruanda            | Ruanda     | 2011-2013 |
| Selección de Uganda            | Uganda     | 2013-2017 |
| Orlando Pirates                | Sudáfrica  | 2017-2019 |
| Zamalek                        | Egipto     | 2019      |
| Selección de Zambia            | Zambia     | 2020-2021 |
| Selección de Uganda            | Uganda     | 2021-2023 |
| Selección de Libia             | Libia      | 2023-2024 |
| Al-Merreikh                    | Sudán      | 2025      |

## Palmarés

### Como entrenador

#### Campeonatos nacionales
| Título                    | Club              | País    | Año     |
| ------------------------- | ----------------- | ------- | ------- |
| Liga Premier de Uganda    | Villa SC          | Uganda  | 2002    |
| Copa de Uganda            | Villa SC          | Uganda  | 2002    |
| Liga Premier de Uganda    | Villa SC          | Uganda  | 2003    |
| Liga Premier de Uganda    | Villa SC          | Uganda  | 2004    |
| Ethiopian Premier League  | Saint-George SA   | Etiopía | 2004-05 |
| Supercopa de Etiopía      | Saint-George SA   | Etiopía | 2005    |
| Ethiopian Premier League  | Saint-George SA   | Etiopía | 2005-06 |
| Ethiopian Premier League  | Saint-George SA   | Etiopía | 2007-08 |
| Ethiopian Premier League  | Saint-George SA   | Etiopía | 2008-09 |
| Supercopa de Etiopía      | Saint-George SA   | Etiopía | 2009    |
| Ethiopian Premier League  | Saint-George SA   | Etiopía | 2009-10 |
| Primera División de Sudán | Al-Hilal Omdurmán | Sudán   | 2010    |
| Copa de Sudán             | Al-Hilal Omdurmán | Sudán   | 2010    |
| Copa de Egipto            | Zamalek           | Egipto  | 2018-19 |

#### Campeonatos internacionales
| Título                      | Club                | País   | Año  |
| --------------------------- | ------------------- | ------ | ---- |
| Copa de Clubes de la CECAFA | Villa SC            | Uganda | 2003 |
| Copa CECAFA                 | Selección de Uganda | Uganda | 2015 |